# سورا ال‌تی‌دی.
سورا ال‌تی‌دی. (به انگلیسی: Sora Ltd.) یک شرکت ژاپنی بازی‌های ویدئویی است که توسط ماساهیرو ساکورای و میشیکو ساکورای تأسیس شده‌است. سورا یک استودو توسعه دهنده نیست و فقط به عنوان یک آژانس به صورت قراردادی فعالیت می‌کند. ماساهیرو به عنوان مدیر و میشیکو به عنوان طراح واسط کاربر کار می‌کند. به دلیل داشتن تنها دو عضو در شرکت، سورا به عنوان توسعه دهنده اصلی، با سایر استودیوهای توسعه دهنده همکاری می‌کند به طوری که ساکورایی کارکنان آن استودیوها را هدایت می‌کند. مجموعه‌های برادران سوپر اسمش. (از نسخه نزاع به بعد)، بچه ایکاروس: قیام و متیوز برخی از پروژه‌هایی هستند که سورا در توسعه شرکت داشته‌است.

## تاریخچه
ماساهیرو ساکورای و همسرش میشیکو ساکورای پس از سال‌ها کار در استودیو هالکن، تصمیم گرفتند هالکن را ترک کرده و به عنوان فریلنسر تحت شرکت خود کار کنند. سورا به عنوان یک آژانس تأسیس شد و زوج ساکورای به عنوان فریلنسر با شرکت‌های مختلف قرارداد بستند. اولین پروژه سورا بازی متیوز به همراه کیو اینترتینمنت بود. ساتورو ایواتا رئیس وقت نینتندو که در استودیو هالکن با ساکورای کار کرده بود، او را برای ساخت بازی برادران سوپر اسمش. نزاع استخدام کرد و بازی توسط استودیوهای مختلف دیگری از جمله گیم آترس و مانولیت سافت توسعه یافت.
در ۱۸ فوریه ۲۰۰۹، نینتندو اعلام کرد که شرکت پروژه سورا به عنوان شرکت تابعه برای توسعه یک بازی ویدیویی جدید به کارگردانی ساکورای تأسیس شده‌است. گروه توسعه در ایداباشی توکیو قرار داشت. این شرکت به‌طور رسمی در ۲۲ ژانویه ۲۰۰۹ با سرمایه ۲۰۰ میلیون ین تأسیس شد که ۷۲٪ آن توسط نینتندو و مابقی توسط سورا ال‌تی‌دی. و دیگر شرکت‌ها تأمین شد. ساکورای رئیس شرکت بود. استودیو پروژه سورا توسعه بازی بچه ایکاروس: قیام را با ۳۰ کارمند توسعه دهنده آغاز کرد که اکثر آنها قبلاً توسط نینتندو برای توسعه برادران سوپر اسمش. نزاع استخدام شده بودند. در طول مراحل توسعه کارکنان بیشتری جذب شدند. بچه ایکاروس: قیام در مارس ۲۰۱۲ برای کنسول نینتندو ۳دی‌اس منتشر شد. شرکت پروژه سورا بدون دلیل مشخصی در ۳۰ ژوئن بسته شد. برای توسعه برادران سوپر اسمش. برای نینتندو ۳دی‌اس و وی یو و برادران سوپر اسمش. نهایی سورا ال‌تی‌دی. با شرکت بندای نامکو استودیوز همکاری کرد. هر دو بازی توسط نینتندو منتشر شدند.

## فهرست بازی‌ها
| سال انتشار | عنوان                                         | ناشر    | توسعه دهنده          | سکو                 |
| ---------- | --------------------------------------------- | ------- | -------------------- | ------------------- |
| ۲۰۰۵       | متیوز                                         | نینتندو | کیو اینترتینمنت      | نینتندو دی‌اس        |
| ۲۰۰۸       | برادران سوپر اسمش. نزاع                       | نینتندو | گیم آرتس             | وی                  |
| ۲۰۱۲       | بچه ایکاروس: قیام                             | نینتندو | پروژه سورا           | نینتندو ۳دی‌اس       |
| ۲۰۱۴       | برادران سوپر اسمش. برای نینتندو ۳دی‌اس و وی یو | نینتندو | بندای نامکو استودیوز | نینتندو ۳دی‌اس وی یو |
| ۲۰۱۸       | برادران سوپر اسمش. نهایی                      | نینتندو | بندای نامکو استودیوز | نینتندو سوئیچ       |